# Laura Valgreen Petersen
Laura Valgreen Petersen (* 28. Dezember 2000) ist eine dänische Leichtathletin, die sich auf den Langstreckenlauf spezialisiert.

## Sportliche Laufbahn
Erste internationale Erfahrungen sammelte Laura Valgreen Petersen im Jahr 2019, als sie bei den U20-Europameisterschaften im schwedischen Borås in 16:10,44 min auf Anhieb die Bronzemedaille im 5000-Meter-Lauf gewann. Im Dezember nahm sie an den Crosslauf-Europameisterschaften in Lissabon teil und belegte dort nach 14:50 min den 14. Platz in der U20-Wertung. Im März hatte sie bereits an den Crosslauf-Weltmeisterschaften in Aarhus teilgenommen und landete dort nach 23:12 min auf dem 43. Rang.
2018 wurde Petersen dänische Meisterin im 10.000-Meter-Lauf.

## Persönliche Bestleistungen
- 5000 Meter: 16:10,44 min, 21. Juli 2019 in Borås
- 10.000 Meter: 35:24,83 min, 24. August 2018 in Odense